# Tenebroides sharpi
Tenebroides sharpi is een keversoort uit de familie schorsknaagkevers (Trogossitidae). De wetenschappelijke naam van de soort werd in 1891 gepubliceerd door Albert Léveillé.